# 佐竹美希
佐竹 美希 （さたけ みき、1992年9月12日 - ）は、日本のアナウンサー、タレント。アドバンス社所属（マジマックスと業務提携）。

## 来歴・人物
富山県富山市出身。富山高等専門学校、富山大学工学部出身。
富山大学在学時、2013年にとなみチューリップフェアの第13代プリンセスチューリップに選出され就任（同年から2014年のフェア最終日まで）。
その後、金沢市のモデル事務所アドバンス社に所属。2014年度にはテレビ金沢『となりのテレ金ちゃん』に学生リポーターとして出演。お天気中継や、同じくテレビ金沢『デパトク』『カラダ大辞典』などを担当。
2015年4月に同局に入社。同期は馬場ももこ、川崎谷桐子、金山哲平。入社後は『となりのテレ金ちゃん』リポーターや『花のテレ金ちゃん』MCを経て2016年より同番組のニュースキャスターを担当し、2019年3月にテレビ金沢を退社。
この間にマルタ共和国へ語学留学をしている。
2019年6月より、フリーアナウンサーとして活動。TBSスパークル（キャスト・プラス）に所属し 、TBS NEWSを担当。
2022年4月より、新規開局したBSよしもとに入社。主に『ワシんとこ・ポスト』や『キクテレミルラジ265』などの番組で進行役を担当した他、吉本興業が携わる地方創生関連のイベントなどにも進行役として出演。
2024年6月末をもってBSよしもとを退社。
2024年8月、かつて北陸での活動時に所属していたアドバンス社に再び所属した事を発表。2024年11月、元フジテレビアナウンサーの牧原俊幸が代表を務める株式会社マジマックスとの業務提携を発表。北陸と東京の二拠点で活動中。
趣味は、海外旅行や一人旅。ニューヨークやトロント、グアムなども一人で訪れたと語っている。沖縄には年に数回訪れる。また、水族館が好きで海外も合わせ60カ所以上を巡っている。
幼少期は習い事が多く、3歳からエレクトーンを始め、今も自宅で演奏することがある。
書道は五段。バレーボール部と陸上部にも所属していた。

## 過去の担当・出演番組
- となりのテレ金ちゃん （テレビ金沢、2015年4月 - 2019年3月） - キャスター（2016年10月 - 2019年3月）、リポーター（2015年4月 - 2016年5月）、2014年度は学生リポーターとして出演
- 花のテレ金ちゃん （テレビ金沢、2015年4月 - 2016年9月） - キャスター（テレビ金沢、2016年6月 - 2016年9月）、MC/「ゆけゆけ!週末ナビレンジャー」担当（隔週、2015年10月 - 2016年5月）、2014年度は学生リポーターとして出演
- 北國新聞ニュース
- テレビ金沢ニュース
- TBS NEWS (CS放送) （2019年6月 - 2022年3月） - キャスター[10]
- ワシんとこ・ポスト（BSよしもと、サブキャスター[11]。、2022年4月1日 - 2023年6月30日）[注釈 1]
- キクテレミルラジ265（BSよしもと、進行担当、2023年7月 - 2024年6月 ）
- これが未来の新常識!教えてスタートアップ(BSよしもと、MC 、2023年3月 - 2023年6月)[12]
- #エンタメ未来戦略（仮）(BSよしもと、ナレーション 、2023年1月 - 2023年12月)[13]
- 花と光の沖縄 美食の贅沢旅 3日間 (北日本放送ほか、リポーター、2024年9月30日)[14] - [注釈 2]
- こんびず！～コンテンツ×ビジネス情報局～ （BS日テレ、2024年10月15日、11月19日 ） - ビズおじ役（声での出演）[15]
- ～新潟 富山 石川 福井～ミッションしマッソ　鉄道スゴロク旅(テレビ新潟ほか、進行、2024年10月26日)[16]